# Aqueles Dois
Aqueles Dois é um filme brasileiro de 1985 do gênero drama dirigido por Sérgio Amon. Estreou em 10 de dezembro de 1987 em Porto Alegre.[carece de fontes?]

## Sinopse
Baseado no conto homônimo de Caio Fernando Abreu, o filme conta a história de Saul e Raul, colegas de trabalho em uma repartição pública. Raul, recém-saído de um casamento frustrado, é extrovertido e brincalhão e passa o tempo ouvindo e tocando bolero no pequeno apartamento onde mora. Saul é tímido, de espírito crítico e amargo. Saiu de um noivado quase interminável e se recupera de uma tentativa de suicídio. Os dois acabam unidos pela solidão e iniciam uma intensa amizade. Os outros colegas de trabalho confundem a amizade com um romance e os dois viram alvo de discriminação. Confusos, nem eles mesmos sabem se estão de fato apaixonados.

## Elenco
- Pedro Wayne ... Saul
- Beto Ruas ... Raul
- Suzana Saldanha ... Clara Cristina
- Maria Inês Falcão ... Jussara
- Oscar Simch ... Gordo Carlos
- Carlos Cunha Filho ... Juarez
- Edu Madruga ... Ferreirinha
- Biratã Vieira ... Dr. André
- Zeca Kiechaloski ... Alfredo
- Java Bonamigo ... Eduardo
- Ruza Cali ... mulher de roxo 2
- Pilly Calvin ... dona da pensão (voz)
- Simone Castiel ... Norma
- Nair d'Agostini ... convidada na festa 2
- Marley Danckwardt ... mulher de roxo 1
- Careca da Silva ... Ferreirinha (voz)
- Araci Esteves ... dona da pensão
- Lahir Hubert ... Dona Branca
- Isabel Ibias ... cartomante
- Nei Lisboa ... barman
- Nina de Pádua ... narração final
- Clarisse Rath ... Norma (voz)
- Jaime Ratinecas ... convidado na festa 1
- Angel Rojas ... porteiro
- Werner Schünemann ... Saul (voz)
- Marco Antônio Sorio ... Mário
- Flávio Stein ... convidado na festa 3